# グロリア・スコット号事件
「グロリア・スコット号事件」（グロリア・スコットごうじけん、The Gloria Scott）は、イギリスの小説家、アーサー・コナン・ドイルによる短編小説。シャーロック・ホームズシリーズの一つで、56ある短編小説のうち17番目に発表された作品である。イギリスの『ストランド・マガジン』1893年4月号、アメリカの『ハーパーズ・ウィークリー』1893年4月15日号に発表。同年発行の第2短編集『シャーロック・ホームズの思い出』(The Memoirs of Sherlock Holmes) に収録された。
シャーロック・ホームズが大学在籍中に手掛けた最初の事件で、探偵を職業とするきっかけになった事件として特筆される。ホームズがワトスンに話して聞かせる形式を取り、冒頭以外はホームズの一人称で語られている。訳者により「グロリア・スコット号」「〈グロリア・スコット〉号の悲劇」などの邦題も使用される。

## あらすじ

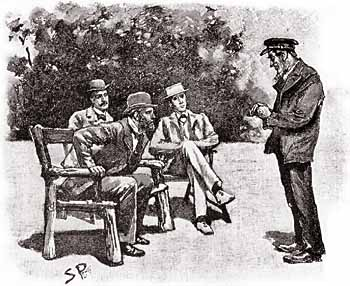
大学時代のホームズ、トレヴァー父子、来訪したハドスン - シドニー・パジェット画、『ストランド・マガジン』掲載の挿絵

伝記作家で医師のジョン・H・ワトスンは、ベーカー街221Bで共同生活を送る友人の私立諮問探偵シャーロック・ホームズが、なぜ犯罪捜査に関わるようになったのか、以前より興味を持っていた。
ある冬の夜、ホームズはワトスンに走り書きの短いメモを見せる。メモの内容は意味不明なもので、ワトスンはさすがに首をひねる。ホームズは、このメモを読んだ人物が恐怖に襲われ死んでしまったこと、そして自分が初めて解決した事件に関わるものであることを明かし、事件について語り出す。
事件が起こったのは、ホームズの学生時代である。ホームズが大学にいた2年間でつくった唯一の友人は、ヴィクター・トレヴァーといった。二人は、ヴィクターの飼犬がホームズの足首に噛み付いた事がきっかけで知り合う。ヴィクターがホームズを見舞ううち、親友になったのだった。
大学が休みの間、ホームズはヴィクターからノーフォークにある父親の屋敷へと招待される。ヴィクターの父親（以降トレヴァー氏）は地主で、治安判事も務めている人物だった。屋敷での夕食時、話題がホームズの特技である推理におよぶ。トレヴァー氏から、自分について推理するよう促されたホームズは、最近身の危険を感じていたこと、若き日に鉱業に関わった経験があること、ボクシングをやっていたこと、ニュージーランドや日本へ行った経験のあることなどを推理し的中させてみせる。続いて、肘の薄らいだ刺青を根拠に、“かつて「J・A」という人物と非常に親しかったが、後で相手の事を忘れようとしたのではないか、薄くなっているのはその刺青を手を尽くして消そうとした証拠”と指摘すると、驚愕したトレヴァー氏は発作を起こして倒れてしまった。
発作から回復したトレヴァー氏は、過去には触れたくない素振りを見せる。そして、実在の探偵も空想の探偵もホームズには到底及ばないと絶賛し、これを一生の仕事にするよう勧める。このトレヴァー氏の言葉こそが、ホームズが探偵を職業とするきっかけになったのだった。
ホームズがロンドンへ帰る前日、屋敷にハドスンという船乗りが訪ねてくる。横柄な態度のハドスンにホームズは不快になるが、トレヴァー氏は昔の知り合いだからと弁護し、ハドスンに食事も仕事も提供してやるという。
7週間後、ロンドンに戻って有機化学の実験をしていたホームズのもとに、ヴィクターから助けを求める電報が届く。駆けつけたホームズに、駅まで迎えに来たヴィクターは父親が危篤であることを話す。昨日届いた手紙を読み、脳卒中の発作を起こしてしまったのだという。
ヴィクターの話では、ハドスンは屋敷の執事となり、傍若無人に振舞っていたらしい。トレヴァー氏はハドスンの言いなりで、それに我慢ならないヴィクターは、ある時ハドスンを部屋の外へ叩き出す。機嫌を損ねたハドスンは、次はベドーズという人物のもとへ行くといって屋敷を去る。ハドスンに出て行かれたトレヴァー氏は、ひどく動揺してしまった。
屋敷に到着したホームズとヴィクターは、今際の際には間に合わなかった。トレヴァー氏が遺言を残して息をひきとった事を知らされる。発作で倒れるきっかけとなった手紙の中身、走り書きのメモを見たホームズは、それが暗号であることを見抜き、解読に成功する。ベドーズが差出人と思われるその内容は、「ハドスンが全てを暴露した、もうお終いだ。君の命も危ないから逃亡しろ」というものであった。二人はトレヴァー氏の遺言に従い、日本箪笥の奥にしまわれた書類を見つけ出して内容を確認する。“息子へ。この手紙をお前が読んでいる頃には、私は悪事が露見して逮捕されているか、心臓が原因で既にこの世にいないかのどちらかだろう”で始まるそれは、トレヴァー氏がかつて犯した罪の告白と、懺悔の文章であった。

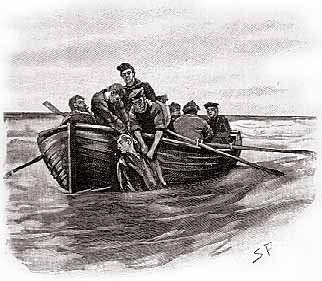
ボートでの救助 - シドニー・パジェット画、『ストランド・マガジン』掲載の挿絵

トレヴァー氏の本当の名前は、ジェームズ・アーミティジ (James Armitage) といった。職業は銀行員。賭け事での負けが込み、賭け金の支払いを迫られたため、一時的に借りるつもりで、勤めていた店の公金を横領。すぐに返済して誰にも気づかれずに済む筈だったのが、想定外だった臨時の会計監査で発覚してオーストラリアへの流罪となり、帆船グロリア・スコット号に乗せられたのである。巨額の詐欺でやはり流刑になった（しかも被害金は当局の努力空しく全く回収されていない）ジャック・プレンダーガストという男を中心に、航海中、囚人の反乱が起きる。アーミティジと、別の囚人エヴァンスも反乱に参加した。
プレンダーガストの周到な計画により、反乱は成功する。生き残りの船員を皆殺しにしようとするプレンダーガストに対し、アーミティジたちはこれ以上の殺戮を止めようとする。その結果、殺害を拒否したアーミティジたちはグロリア・スコット号を降り、ボートで陸地を目指すことになる。ボートが船を離れた後、プレンダーガストの一派は残った船員の殺害に向かった。しかし、グロリア・スコット号は突然大爆発を起こし、沈没してしまう。ボートで救助に向かったアーミティジたちは、唯一の生存者、船員のハドスンを救助する。ハドスンによれば、銃の流れ弾が船倉に積んであった火薬の樽に当たり、火薬が全部誘爆したのだという。
やがてボートは通り掛かった船に救助され、アーミティジたちは難破船の生き残りとして疑われることなくオーストラリアに上陸する。アーミティジはトレヴァー、エヴァンスはベドーズと名前を変え、共に金鉱の採掘で財を成し、イギリスへ戻ってきたのだった。しかしハドスンに行方を突き止められ、脅迫されることになったのである。告白は“ハドスンが全てしゃべったとベドーズが知らせて来た、神よ、我等を憐れみ給え！”の言葉で結ばれていた。ホームズが指摘し驚愕させた頭文字「J・A」とは、トレヴァー氏の旧名そのものだった。
その後、ハドスンとベドーズは行方不明となった。ホームズは、ベドーズがハドスンを殺害して逃亡したのだろうと推測している。父親の告白文を読んだヴィクターは落ち込み、やがてインドへと旅立ってしまった。ホームズによれば、テライ茶園で成功を収めているという。以上が、ホームズがワトスンに語った、初めて手掛けた事件のあらましである。

## 年代学
事件の発生した年とワトスンがホームズから話を聞いた年については、短編中に明確な記述がない。ホームズの学生時代に起こったこの事件の発生年は、1872年から1876年までの諸説がある。正典60編の事件を発生年代順に並べた『詳注版 シャーロック・ホームズ全集』を発表したベアリング＝グールドの説では、ホームズがノーフォークの屋敷に滞在したのは1874年7月12日の日曜日から8月4日の火曜日で、ヴィクターの電報に応じて駆けつけたのは9月22日火曜日の出来事としている。
ホームズがなぜ自分から「犯罪捜査に関わるようになったきっかけ」を語り始めたのか、短編中に理由は記されていない。ベアリング＝グールドは、ホームズがワトスンにこれまで秘密にしていた話を明かしたのは、最初の妻を亡くして落ち込んでいるワトスンを慰めるためだったと推測し、1887年から1888年にかけての冬のことだとしている。
グロリア・スコット号の囚人反乱についてはトレヴァー氏の告白文に「1855年（クリミア戦争の最高潮の年）」と明記されていて、この告白文中でアーミティジ（トレヴァー氏）が逮捕されたのが「今から30年前」で、ハドスンも再会時に「30年ぶり」と言っていることから、単純に計算すると1855年の30年後にハドスンが来た事になるが、ベアリング＝グールドは、この記述が正しい場合は騒動が1885年の発生になってしまうこと（ホームズとワトソンが出会ったのが第2次アフガン戦争（1878年 - 1881年）の最中）や、オーストラリアへの流刑が既に廃止されているという指摘などを紹介し、1845年説に触れている。流刑に関して、クリストファー・ローデンによるオックスフォード版の注釈では、西オーストラリアへの流刑は1868年廃止となっている。